# Taiwan dog
Taiwan dog, även känd som Formosan Mountain Dog, är en hundras av urhundstyp från Taiwan. Ett medvetet avelsarbete började 1980 som ett japanskt/taiwanesiskt universitetsprojekt. De inblandade universiteten var National Taiwan University i Taipei samt Gifus universitet och Nagoyas universitet i Japan. Man inventerade hundar på landsbygden och bland urbefolkningen, särskilt hos atayal och bunun i östra Formosas bergstrakter. Undersökningen kom fram till att dessa hundar är besläktade med andra sydostasiatiska jagande pariahundar. 2004 interimerkändes är rasen av Fédération Cynologique Internationale (FCI) och 2015 blev den definitivt erkänd.